# ドニエプル (ロケット)
ドニエプル（ドニプロー；ウクライナ語: Дніпроドニプロー；Dniproは、大陸間弾道ミサイル（ICBM）を人工衛星打上げ用に転用した3段式液体ロケットである。

## 概要
ドニエプルという名称はドニエプル川に由来している。ISCコスモトラス (en) により運用されており、ウクライナのドニプロペトロウシクにある国営企業「M・K・ヤーンヘリ記念南設計局」により設計されユージュノエ機械生産共同体により製造されたR-36M UTTKh（RS-20 あるいはSS-18）ICBMを元にしている。
ドニエプルは3段式のロケットで、毒性・腐食性が強いものの、長期の保存に適したヒドラジン系の液体燃料を使用し、打ち上げに使われるロケットは、ロシア戦略ロケット軍での戦略任務から退役したミサイルが商用利用に転用されたものである。150機のロケットが2020年までの間に使用可能である。ドニエプルは、カザフスタンのバイコヌールと、ロシアのオレンブルク地域にある、新設のヤースヌイ打ち上げ基地の射場（コスモドローム）にある地下サイロから打ち上げられる。
ドニエプルロケットは有毒な燃料を使うため環境上の問題が懸念されることと、経済性(軍の倉庫から出して、機体の再整備と打上げ準備作業に約2年もかかるため、コストがかかりすぎて利益が出ない)の問題から、このロケットの打ち上げを打ち切る可能性が高いことが2012年に報道された。2011年8月に17回目の打ち上げを行った後、2年間打ち上げが行われなかったが、2013年8月22日に打ち上げが再開された。2013年時点の打ち上げ費用は約3,000万ドル（30億円）。
2015年2月に、ロスコスモスはドニエプルロケットプログラムを中止することを決めたと報道された。2015年に打上予定だった外国の衛星打ち上げ3回についてはそのまま実施される予定であったが、1回のみが実施され、他の予定されていた衛星はファルコン9で今後打ち上げられることとなった。

## 性能
ドニエプルは、ソ連時代にICBMとして配備されていたR-36Mに、小規模の修正を加えたものである。主な違いは、弾頭部分（Space Head Module）にあるペイロードのアダプターと、修正を加えられた、飛行制御装置である。基準となるバージョンでは、300km上空の低軌道へ、3,600kgのペイロードを50.6度の軌道傾斜角で打ち上げることができ、300km上空の太陽同期軌道では、98.0度の軌道傾斜角で2,300kgのペイロードを打ち上げることができる。典型的なミッションでは、これよりも大きな1次ペイロードと、超小型人工衛星やCubeSatよりなる2次ペイロードを同時に打ち上げる。現在、弾頭部分の内側に取り付けられる、スペース・タグを開発中であり、これを使うと、ペイロードのための容量は犠牲になるが、惑星間脱出軌道（Interplanetary Escape Orbit）などの、より大きなエネルギーが必要となる軌道へも打ち上げが可能になる。

## 打ち上げ履歴
ドニエプルが商用利用される以前は、これまでICBMの発射試験を160回以上、97％の成功率で打ち上げてきたロシア戦略ロケット軍により管理されていた。
初の衛星打ち上げは1999年4月21日に行われ、イギリスの小型衛星UoSAT-12を打ち上げた。
2004年12月27日、JAXAはこのロケットを用いて光衛星間通信実験衛星(OICETS)をカザフスタンから打ち上げると発表した。当時の打ち上げ費用は10億円程度とのこと。発射はロシア・ウクライナ合弁のISCコスモトラス社によってバイコヌール宇宙基地から2005年8月24日6:10AM(JST)に行われ、OICETSは予定通り高度約610キロメートルの軌道に乗って「きらり」と命名され、一緒に打上げられた小型技術実証衛星(INDEX)は「れいめい」と命名された。
2006年7月12日には、ビゲロー・エアロスペース社のジェネシスIの打ち上げに使われた。その他、ジェネシスII、ESAのCryoSat-2、ドイツのTerraSAR-Xと、TanDEM-X、韓国のアリラン5号などの打ち上げに使われた。
2013年11月21日には、ウェザーニューズ社のWNISAT-1を始め、各国の小型衛星やCubeSatを計32機も打上げ、ロケット1機による最多衛星打ち上げ記録を作った。
2014年6月20日には、カザフスタンの地球観測衛星カズEOサット2を始め、東京大学の ほどよし3号、ほどよし4号など、計33機の人工衛星の打ち上げに成功し、ロケット1機による最多衛星打ち上げ記録を更新した。この33機はロケットから直接放出した数であり、Unisat-6からさらに4機のCubeSatを放出したため合計では37機となる。
2014年11月6日には、日本の衛星計5機、ASNARO-1と小型衛星4機（ほどよし1号、ChubuSat-1、TSUBAME、QSAT-EOS）を同時に打ち上げた。

### 打ち上げ失敗
2006年7月26日に行われた7度目の打ち上げは失敗に終わった。打ち上げ74秒後に第1段エンジンが停止したことが分かっている。墜落地点は打ち上げ台から150km離れたカザフスタンの無人地域である。有害性の液体燃料は墜落地周辺に汚染をもたらした。なお、この打ち上げに使われたロケットは20年以上前に作られたものである。多国籍のグループが打ち上げ失敗について調査を行い、調査終了までバイコヌールからのドニエプルとR-36Mの発射は中止された。この打ち上げ失敗により日本大学が開発したSEEDSをはじめとする搭載されていた18個の小型衛星が破壊された。

## 各段の詳細
ドニエプルは3段式であり、これまでは全て3段構成で打ち上げられている。将来のオプションとして、3,4段の開発も進められた。
第4段のST-1を使用せず、第5段用ST-3を第4段として使用する選択肢もある。
1,2段はICBMをそのまま使用しており、3段も基本的にはそのままで、若干の改造が行われている程度である。
|          | 第1段                                   | 第2段                                   | 第3段                                   | 第4段（オプション）  | 第5段（オプション）                     |
| -------- | --------------------------------------- | --------------------------------------- | --------------------------------------- | -------------------- | --------------------------------------- |
| エンジン | RD-264                                  | RD-0255                                 | RD-869                                  | スペースタグ1 (ST-1) | スペースタグ3 (ST-3)                    |
| 推力     | 4,520 kN                                | 755 kN                                  | 18.6 kN                                 | TBC                  | TBC                                     |
| 比推力   | 318 秒                                  | 340 秒                                  | 317 秒                                  |                      |                                         |
| 燃焼時間 | 130 秒                                  | 317 秒                                  | 1,000 秒                                | TBC                  | TBC                                     |
| 燃料     | 四酸化二窒素 / 非対称ジメチルヒドラジン | 四酸化二窒素 / 非対称ジメチルヒドラジン | 四酸化二窒素 / 非対称ジメチルヒドラジン | 固体燃料             | 四酸化二窒素 / 非対称ジメチルヒドラジン |

## 特徴的な打ち上げシーケンス
ドニエプルロケットは、ICBMを転用したロケットであるため、通常のロケットとはかなり異なる特徴を有している。打ち上げは地下サイロから行われており、サイロ内でガスが膨張する力でロケットを地上に押し上げ、高度20mの地点で1段エンジンに点火するコールドロンチ方式が採用されている。このため打ち上げビデオを見ると、一瞬上昇の勢いがなくなり、1段点火後に再上昇を続ける様子が確認できる。また点火したガスで、1段エンジンが損傷しないようエンジン部分は円筒状の「保護トレイ」でカバーされており、サイロから放出後にトレイは横方向にモーターを噴射して機体への衝突を回避する形で投棄される。
ドニエプルロケットは、MIRV放出用に設計された機体のため、3段エンジンの噴射口はロケットの上部に向いた形で取り付けられている。従って、減速ではなく、軌道投入のために加速するには、3段の点火直前に180度姿勢を変更しなければならない。
ペイロードフェアリングは2つ使用されており、2段の上昇中に外側のフェアリングが分離されるが、内側のフェアリング(Gas Dynamic Shield)は3段の燃焼終了後に覆いが外される方式である。これは、衛星を搭載する場所が3段の4基の
燃焼チャンバの中央にある円筒の内部になっているため、3段の燃焼ガスが衛星に付着して衛星が損傷するのを防ぐために必要となる。通常の3段ロケットのように衛星を下から押すようにロケットを噴射するのではなく、衛星を引っ張る形でロケットを噴射する。このため衛星放出時は、衛星を放出した後、その上方に位置する3段は衛星との衝突を回避するためにさらに上昇を続ける必要がある
。